# نتتال
شهر نتتال (به آلمانی: Nettetal) در ایالت نوردراین-وستفالن در کشور آلمان واقع شده‌است.